# Sásd
Sásd (hongrois : Sásd [ˈʃaːʃd] ; croate : Šardin) est une localité hongroise, ayant le rang de ville dans le comitat de Baranya. Chef-lieu de la micro-région de Sásd, elle se situe entre Pécs et Kaposvár.

## Histoire
Depuis la fin de l'occupation ottomane jusqu'en 1918, SÁSD fait partie de la monarchie autrichienne (empire d'Autriche), dans la province de Hongrie en 1850 ; après le compromis de 1867, évidemment dans la Transleithanie, au Royaume de Hongrie.
Un bureau de poste est ouvert en 1868 (direction de Oedenburg).

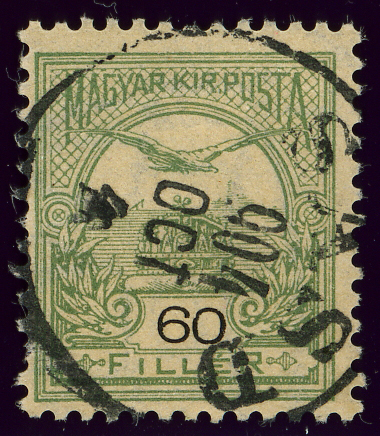
SÁSD dans le Royaume de Hongrie en 1904

## Relations internationales

### Jumelages
La ville de Sásd est jumelée avec :
- Westhausen (Allemagne)
- Izvoru Crișului (Roumanie)
- Raaba (Autriche)
- Supino (Italie)
- Pierrelaye (France)
- Neftenbach (Suisse)
- Mogilany (Pologne)